# Francisco Pérez Bayer
Francisco Pérez Bayer y Benicassim (Valence, 1711 – ibidem, 1794) est un philologue orientaliste, archéologue, numismate, juriste et ecclésiastique espagnol, l’une des personnalités les plus influentes de l’Espagne de la deuxième moitié du XVIIIe siècle. 
Fils d’artisans, issu d’une famille possédant de nombreuses terres dans le Levant, il suivit une formation de théologie et de philosophie à Valence, puis de droit à Salamanque. À l’instigation de son mentor Gregorio Mayans, il étudia les langues classiques, tout en s’adonnant à la numismatique. Il fit un séjour à Avignon pour y apprendre l’hébreu directement d’un rabbin, ce qui lui valut d’être nommé ensuite professeur de langue hébraïque à Valence, puis à Salamanque. À partir de la décennie 1750, ayant su s’acquérir la sympathie du monarque et de plusieurs personnages influents (notamment Roda, son ami de longue date, nommé ministre en 1765, et Campomanes), Pérez Bayer se hissa aux plus hautes responsabilités politiques, culturelles et ecclésiastiques, et exerça une influence décisive sur la politique culturelle et éducative du pays (notamment en faisant attribuer aux personnes de son propre cercle de pensée les principales charges culturelles de l’État, et aussi par son statut de précepteur des princes royaux). Il faisait désormais figure de chef de file des manteístas, c’est-à-dire du groupe d’intellectuels anti-jésuite prônant une réforme radicale des institutions universitaires jugées obsolètes, et esquissa un plan de réforme de l’enseignement, en adéquation avec le réformisme bourbonien éclairé. En particulier, il imposa ses conceptions novatrices dans le nouveau plan d’études de l’université de Valence, plan qu’il chargea son ami Blasco d’élaborer et dont il plaida la mise en œuvre auprès du gouvernement de Madrid. Au soir de sa vie, il occupa le poste de bibliothécaire royal.

## Biographie

### Jeunes années et formation
Fils d’artisans, Pérez Bayer vint au monde le 11 novembre 1711 au n°6 de la Calle Palomar à Valence et fut baptisé deux jours plus tard en l’église des Saints Jeans de la même ville. Son père était originaire de Saldón, dans la province de Teruel, et sa mère, Josefa María Bayer, de Castellón de la Plana, de même que ses grands-parents maternels, Pedro Bayer et María Nos Cominges. La famille possédait de nombreuses terres dans la zone qui allait prendre plus tard le nom de Benicàssim. Devenu orphelin de père dès sa première enfance, il fit ses études de grammaire à Castellón, localité d’origine de sa mère, puis suivit à partir de 1725 une formation de théologie et de philosophie à l’université de sa ville natale, se faisant l’adepte de l’école thomiste. Comme son père avait appartenu à la corporation des tisserands, Pérez Bayer fut gratifié en 1731 d’un bénéfice ecclésiastique dans la paroisse Saint-André (Sant Andreu) de Valence, et reçut les ordres sacrés. Après avoir obtenu un baccalauréat en droit canon à Gandia, mais se sentant toujours attiré par le droit, il se rendit à Salamanque pour y compléter sa formation en étudiant pendant six ans les deux droits (canon et civil), et devint membre de l’Académie juridique de Salamanque.

### Secrétaire de l’archevêque de Valence et professeur d’hébreu
En 1738, Pérez Bayer retourna à Valence, où il exerça comme secrétaire de l’archevêque Mayoral. Pendant cette période, en plus de faire montre d’une grande habileté pour la musique, il entreprit avec dévouement de cataloguer les chartes de la cathédrale et entra en relation épistolaire avec Gregorio Mayans. Pour compléter sa formation humaniste, et suivant les conseils de Mayans, il étudia avec ardeur les langues classiques, plus particulièrement le grec, tout en manifestant un intérêt croissant pour la numismatique. 
À l’issue d’un séjour à Avignon, où il avait appris la langue hébraïque directement d’un rabbin, il obtint d’occuper le poste de professeur titulaire en langue sacrée à l’université de Valence d’abord (en 1745), puis, l’année suivante, à l’université de Salamanque. Pendant ces années, il composa à l’usage de ses étudiants une grammaire de l’hébreu.
En 1749, Pérez Bayer alla siéger, aux côtés du jésuite Andrés Marcos Burriel, au sein de la Commission des archives, auquel titre tous deux s’employèrent à mettre de l’ordre dans les archives de Tolède et de l’Escurial. Selon un témoignage de Burriel, qui entretenait une correspondance personnelle avec Mayans, Pérez Bayer était peu ardent dans l’accomplissement de ses tâches, mais étudia au contraire avec la plus grande attention les temples juifs de Tolède et s’appliqua à en décrire les inscriptions lapidaires hébraïques.
Le gouvernement récompensa Bayer par un canonicat à la cathédrale de Barcelone, ville où il fit paraître son premier ouvrage.

### Séjour en Italie
Après le changement de gouvernement survenu sous le règne de Ferdinand VI, et l’expulsion des jésuites hors de ce gouvernement, Pérez Bayer sut gagner la faveur du nouveau cabinet ministériel présidé par Ricardo Wall, et celle de personnages importants tels que Campomanes. C’est à cette époque que, bénéficiant d’une bourse, il fut envoyé par le gouvernement faire un séjour en Italie, afin d’y parfaire ses connaissances en langues orientales et d’y collecter des monnaies à l’intention des musées royaux. Il noua une amitié sincère et durable avec Manuel de Roda, pour lors ambassadeur d’Espagne auprès du Saint-Siège. En plus de la possibilité de s’adonner à sa passion pour l’archéologie antique, il lui fut donné de faire personnellement la connaissance du grand hébraïste Biagio Ugolino et, lors de sa visite à Naples en 1758, du futur monarque Charles III, de qui il sut gagner la bienveillance par son habileté à lire et à interpréter quelques inscriptions grecques récemment découvertes sur des sites de fouilles archéologiques.

### Précepteur à la cour de Madrid et réforme de l’enseignement
À son retour en Espagne, Pérez Bayer fut nommé chanoine trésorier de la cathédrale de Tolède. La visite de Charles III à ladite cathédrale allait lui servir de tremplin et lui permettre de faire figure désormais de chef de file des manteístas, c’est-à-dire du groupe d’intellectuels anti-jésuite prônant une réforme radicale des institutions universitaires jugées par eux obsolètes (le mot désignait à l’origine un étudiant universitaire non noble et boursier, par opposition à golilla). Cependant, Ricardo Wall échoua dans sa tentative de le faire nommer bibliothécaire en chef de la Bibliothèque royale, se heurtant en effet à l’obstination de Juan de Santander, qui préféra en 1762 décliner sa promotion comme évêque. Pérez Bayer fut chargé de composer le catalogue des manuscrits de la Bibliothèque royale du monastère de l’Escorial.
L’avènement de Roda au secrétariat d’État à la Grâce et à la Justice en 1765 mit Pérez Bayer en position d’exercer une influence décisive sur la politique culturelle et éducative espagnole. Au lendemain de l’expulsion des jésuites en 1767, il fut désigné précepteur des princes royaux, et se mit en devoir de démontrer les défaillances pédagogiques de ses prédécesseurs jésuites. C’est dans cette fonction de précepteur royal, et fort de l’affection du roi, qui l’honora de la Grande Croix de Charles III, et de l’amitié de Roda, qu’il put mettre en œuvre les projets éducatifs envisagés par les mantéistes et marquer de son empreinte la politique culturelle du gouvernement, en particulier pour ce qui touche à la réforme de l’université et des Collèges majeurs, Pérez Bayer ayant soin en effet de faire attribuer aux personnes de son propre cercle de pensée les principales charges culturelles, notamment celles au sein du Collège impérial de Madrid, la place de Chroniqueur des Indes, ou encore le rectorat de l’université de Valence. Durant ces années, il rédigea Por la libertad de la literatura española. Memorial (1769), pamphlet féroce contre les Collèges majeurs, qu’il accusait d’avoir dégradé l’enseignement universitaire par leur monopole sur les chaires professorales et de constituer un État dans l'État par le biais de leur mainmise sur les institutions judiciaires (audiencias, chancelleries et conseils). C’est lui qui esquissa le plan de réforme de l’enseignement, qui en rédigea les décrets d’exécution, et qui sut amener le monarque, le gouvernement (Roda, Aranda et Campomanes) et jusqu’au confesseur royal Joaquín de Eleta à soutenir ladite réforme.
Ainsi imposa-t-il ses points de vue dans le nouveau plan d’études de l’université de Valence. En dépit de l’étendue de ses pouvoirs, Pérez Bayer dut, pour réaliser ce projet, affronter des oppositions, notamment celle de Juan Antonio Mayans, frère cadet et disciple de Gregorio Mayans, et personnalité de grand prestige. Étant donné que les statuts de cette université prescrivaient que le recteur devait être un chanoine, il s’ingéra dans la sélection des candidats au chapitre de chanoines de la cathédrale de Valence et obtint que son ami Vicente Blasco, qu’il avait déjà choisi auparavant pour son collaborateur dans la formation des princes royaux, fût nommé chanoine d’abord, recteur à vie de l’université ensuite. Une fois élaboré le plan d’études de Blasco en 1787, Pérez Bayer plaida auprès du gouvernement de Madrid en faveur de cette réforme en profondeur.
La bibliothèque personnelle de Pérez Bayer était d’une grande richesse en manuscrits, incunables, bibles polyglottes, mémoires d’académies étrangères, et aussi d’œuvres d’auteurs anciens et modernes, espagnols aussi bien qu’étrangers, orthodoxes ou interdits par l’Inquisition. La donation de sa bibliothèque à l’université de Valence en 1785 achèvera de faire de Pérez Bayer l’un des personnages ayant le plus pesé sur la transformation pédagogique inspirée des Lumières dans cette université.

### Fonction à la Bibliothèque royale et dernières années

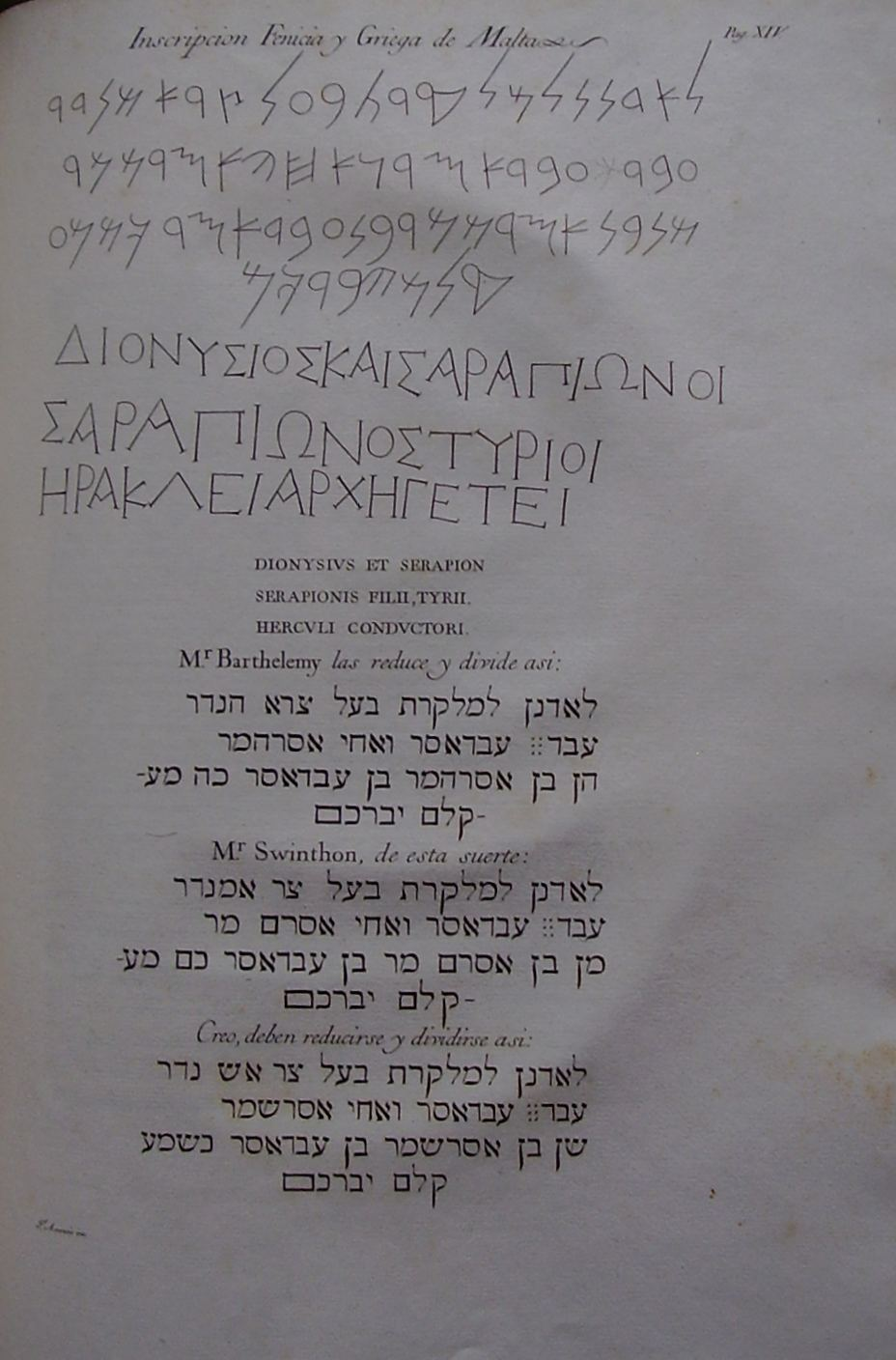
Inscription phénicienne et grecque de Malte, interprétée pour la première fois par Pérez Bayer (1722).

En 1783, à la mort de Juan de Santander, Charles III nomma Pérez Bayer bibliothécaire en chef de la Bibliothèque du palais royal de Madrid (ancêtre de l’actuelle BNE), à la tête de laquelle il restera jusqu’en 1794. Dès son installation, il relança la réédition de la Bibliotheca Hispana de Nicolás Antonio, réédition amorcée à l’instigation du père Rávago de longues années auparavant. En 1788 parut enfin la Bibliotheca Hispana Vetus, augmentée d’ajouts et d’annotations, pour la plupart de Nicolás Antonio lui-même, et doté d’une ample préface et d’une biographie de l’auteur rédigées par Pérez Bayer. Son intérêt marqué pour la philologie orientale se manifesta encore dans les dernières années de sa vie. 
Il entra comme sociétaire à la Société royale économique des amis du pays de Valence en 1776. Il fut nommé membre honoraire des universités de Saint-Pétersbourg et de Göttingen, eut une part très active dans les projets de l’Académie royale d'histoire, et en 1782 accomplit, afin de trouver des monnaies susceptibles de confirmer ses thèses, un long périple à travers le Levant, l’Andalousie et le Portugal, dont il laissa un compte rendu manuscrit et au cours duquel il s’attacha, sa grande capacité de travail aidant, à décrire avec minutie les inscriptions lapidaires, les statues, les temples antiques et les vestiges archéologiques, dont il eut soin de faire exécuter des dessins.
Il existe un portrait de lui dans le Paraninfo de l’université de Valence.
La décision de Pérez Bayer de faire construire une église à Benicàssim coïncide chronologiquement avec la disparition, alors encore récente, du territoire actuellement connu sous la dénomination de Desierto viejo de las Palmas. À ses propres frais, et après obtention de l’autorisation de Sa Majesté, Pérez Bayer ordonna de bâtir une église sur les terrains qu’il possédait en face de sa maison, décision dont on considère qu’elle présida à la fondation définitive de Benicàssim, attendu que c’est autour de cette église que viendront se regrouper tous les habitants du lieu, jusqu’alors éparpillés en petits foyers de peuplement et en hameaux.

## Hommages
Après sa mort en 1794, Pérez Bayer fut inhumé dans la chapelle Saint-Thomas-de-Villanueva de la cathédrale de Valence. L’inscription latine sur son tombeau fut rédigée par son ami Vicente Blasco.
L’organisation culturelle Acció pel Patrimoni Valencià et la municipalité de Benicàssim proclamèrent l’année 2011 « Año de la Ilustración Valenciana » (Année des Lumières valenciennes), eu égard au fait que cette date correspond au troisième centenaire de la naissance de Pérez Bayer.

### Écrits de Pérez Bayer
Il est l’auteur d’un grand nombre d’ouvrages sur des sujets historiques et littéraires, ou portant sur les langues orientales, comme l’hébreu et le phénicien.
- Catálogo de la Real Biblioteca de El Escorial. Damaiuis et Laurentius Hispani, Rome, 1756.
- Del alfabeto y lengua de los fenicios y sus colonias, 1772.
- Viajes literarios, rééd. de l'Institución Alfonso el Magnánimo, Valence 1998.
- Etimología de la lengua castellana.
- Viaje arqueológico desde Valencia a Andalucía y Portugal.
- De numis Hebraeo-Samaritanis
- De toletano hebraeorum templo
- Instituciones de la lengua hebrea.
- Origen de las voces españolas derivadas de las voces hebreas.

### Ouvrages sur Pérez Bayer
- (ca) Pau Ferrando i Tàrrega, Francesc Pérez Bayer. Fundador de Benicàssim (1711-2011). 300 aniversari, Benicàssim, BeniMedia SL, 2011, 118 p.
- José Segarra Doménech, Francisco Pérez Bayer. 1711-1794, Benicàssim, Municipalité de Benicàssim, 2011, 440 p.

## Source
- (es) Antonio Mestre Sanchis, « Francisco Pérez Bayer (dans Diccionario Biográfico Español) », Madrid, Real Academia de la Historia, 2018 (consulté le 25 février 2020)